# Antidorcasia elongata
Antidorcasia elongata är en kräftdjursart som beskrevs av Brian Frederick Kensley 1971. Antidorcasia elongata ingår i släktet Antidorcasia och familjen Titaniidae. Inga underarter finns listade i Catalogue of Life.